# Denmark Open 1971
Die Denmark Open 1971 im Badminton fanden vom 15. bis zum 18. März 1971 in Kopenhagen statt.

## Finalergebnisse
| Disziplin    | Sieger                    | Finalist                       | Ergebnis            |
| ------------ | ------------------------- | ------------------------------ | ------------------- |
| Herreneinzel | Rudy Hartono              | Ippei Kojima                   | 14-18, 15-14, 15-11 |
| Dameneinzel  | Noriko Takagi             | Hiroe Yuki                     | 11-7, 11-7          |
| Herrendoppel | Ng Boon Bee Punch Gunalan | Rudy Hartono Indra Gunawan     | 11-15, 15-4, 15-8   |
| Damendoppel  | Noriko Takagi Hiroe Yuki  | Etsuko Takenaka Machiko Aizawa | 15-10,15-3          |
| Mixed        | Svend Pri Ulla Strand     | Ray Stevens Barbara Hood       | 15-13, 15-11        |